# Gustavs Zemgals
Gustavs Zemgals (12 agosto 1871 – Riga, 6 gennaio 1939) è stato un politico lettone.
È stato il secondo Presidente della Lettonia, in carica dall'agosto 1927 al settembre 1930.